# Медов Долаць
Медов Долаць (хорв. Medovdolac) — населений пункт у Хорватії, у Сплітсько-Далматинській жупанії у складі громади Ловреч.

## Населення
Населення за даними перепису 2011 року становило 163 осіб.
Динаміка чисельності населення поселення:

## Клімат
Середня річна температура становить 12,08 °C, середня максимальна – 25,78 °C, а середня мінімальна – -1,88 °C. Середня річна кількість опадів – 920 мм.
| Клімат поселення                              | Клімат поселення | Клімат поселення | Клімат поселення | Клімат поселення | Клімат поселення | Клімат поселення | Клімат поселення | Клімат поселення | Клімат поселення | Клімат поселення | Клімат поселення | Клімат поселення | Клімат поселення |
| Показник                                      | Січ.             | Лют.             | Бер.             | Квіт.            | Трав.            | Черв.            | Лип.             | Серп.            | Вер.             | Жовт.            | Лист.            | Груд.            |                  |
| Середній максимум, °C                         | 7,88             | 8,39             | 11,80            | 15,59            | 20,28            | 24,30            | 25,78            | 25,70            | 20,98            | 16,75            | 11,66            | 8,65             |                  |
| Середня температура, °C                       | 2,99             | 3,52             | 6,92             | 10,70            | 15,39            | 19,42            | 21,85            | 21,78            | 17,06            | 12,83            | 7,76             | 4,72             |                  |
| Середній мінімум, °C                          | −1,88            | −1,36            | 2,04             | 5,83             | 10,51            | 14,54            | 17,93            | 17,84            | 13,14            | 8,91             | 3,85             | 0,81             |                  |
| Норма опадів, мм                              | 79               | 69               | 73               | 78               | 63               | 60               | 41               | 55               | 77               | 103              | 120              | 102              |                  |
| Середньомісячна швидкість вітру, м/с          | 2.95             | 3.32             | 3.37             | 3.11             | 2.75             | 2.48             | 2.47             | 2.36             | 2.64             | 2.77             | 3.32             | 3.41             |                  |
| Середньомісячна сонячна радіація, кДж/м²·день | 5581             | 8274             | 11935            | 16174            | 19874            | 22526            | 24301            | 21495            | 16068            | 10500            | 6049             | 4753             |                  |
| --------------------------------------------- | ---------------- | ---------------- | ---------------- | ---------------- | ---------------- | ---------------- | ---------------- | ---------------- | ---------------- | ---------------- | ---------------- | ---------------- | ---------------- |
| Джерело:                                      |                  |                  |                  |                  |                  |                  |                  |                  |                  |                  |                  |                  |                  |